# Michele Giambono

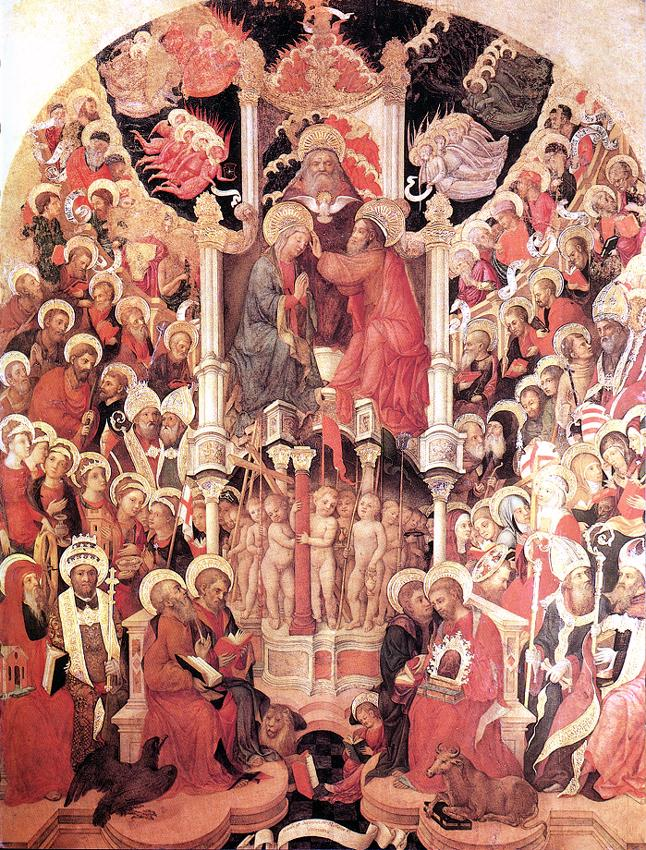
Krönung der Jungfrau

Michele Giambono (gebürtig: Michele Giovanni Boni; auch Michele di Taddeo Bono genannt * etwa 1400 in Venedig; † 1462 ebenda) war ein venezianischer Maler der Frührenaissance und Mosaizist.
Schon bei den Vorfahren Giambonos lassen sich Künstler finden, so etwa sein Großvater Giam Bono, der ein Maler aus Treviso war. Ab etwa 1420 begann Giambono künstlerisch aktiv zu werden. Die Kunst Giambonos zeichnete sich vor allem durch seine gotische Färbung aus, er gilt als einer der letzten Vertreter dieser Kunstrichtung. Verwandtschaft zeigt seine Kunst, die von den Einflüssen der Renaissance durchströmt war, mit den Werken von Künstlern wie etwa Jacobello del Fiore. Seine Werke wurden besonders durch Gentile da Fabriano beeinflusst, der von etwa 1409 bis 1414 in Venedig arbeitete.
Zu einem seiner bedeutendsten Mosaiken zählt die Geburt der Jungfrau im Markusdom.